# Rosa (Vorname)
Rosa ist ein weiblicher Vorname.

## Herkunft und Bedeutung
Beim Namen Rosa handelt es sich um eine latinisierte Variante von Rose.
Daneben existiert der südslawische Name Rosa, der „Tau“ bedeutet.

## Verbreitung
In den USA zählte Rosa [ˈɹoʊ.zə] bis ins Jahr 1912 zu den 100 meistgewählten Mädchennamen. Der Name verlor im Laufe des Jahrhunderts weiterhin an Beliebtheit, blieb jedoch geläufig. Erst in den 2000er Jahren geriet er außer Mode.
Demgegenüber erfreut sich der Name im Vereinigten Königreich weiterhin großer Popularität. In England und Wales zählt er zu den 200 meistgewählten Mädchennamen. In Schottland erreichte er im Jahr 2020 die Top-100 der Hitliste. In Nordirland findet er sich seit 2015 auf dieser Hitliste.
In Frankreich fand sich Rosa in der Top-100 der Vornamenscharts. In den 1940er und 1950er Jahren verlor er an Popularität und wurde nur noch selten vergeben. Ende der 1950er Jahre gewann er erneut an Beliebtheit, konnte die Top-200 jedoch nur zweimal erreichen, bevor er Mitte der 1970er Jahre außer Mode geriet. Seit 2020 wird Rosa wieder häufiger vergeben, ist jedoch nach wie vor selten.
Der Name Rosa [ˈroː.saː] hat sich in den Niederlanden unter den 100 beliebtesten Mädchennamen etabliert.
Rosa [ˈhɔ.zɐ] zählte in Brasilien bis in die 1970er Jahre hinein zu den 40 beliebtesten Mädchennamen und fand sich lange in der Top-10 der Vornamenscharts. Zum Ende des Jahrhunderts hin geriet der Name jedoch außer Mode. Demgegenüber zählte Rosa [ˈʁɔ.zɐ] in Portugal im Jahr 2017 zu den 100 beliebtesten Mädchennamen (Rang 97).
Obwohl der Name Rosa [ˈro.sa] in Spanien noch zu Beginn des 20. Jahrhunderts zu den beliebtesten Mädchennamen zählte, verlor er ab der Mitte des Jahrhunderts an Popularität und wird heute nur noch selten vergeben.
In Italien zählt Rosa [ˈrɔː.za] zu den beliebtesten Mädchennamen. Im Jahr 2022 belegte er in den Vornamenscharts Rang 92.
In Dänemark hat sich der Name in der Top-100 der Vornamenscharts etabliert und stand im Jahr 2023 auf Rang 47 der Hitliste.
Der Name Rosa [ˈʁoː.za] kam im Laufe der mittleren Neuzeit in den deutschen Sprachraum. Im ausgehenden 19. und beginnenden 20. Jahrhundert zählte er zu den beliebtesten Mädchennamen Deutschlands. Im Laufe der Jahrzehnte verlor er an Popularität und geriet in den 1970er und 1980er Jahren außer Mode. In den 1990er und frühen 2000er Jahren schwankte die Beliebtheit des Namens sehr. Seit Ende der 2000er Jahre befindet er sich im Aufwärtstrend. Er etablierte sich in der Top-200 der Vornamenscharts. Im Jahr 2023 belegte er Rang 114 in den Vornamenscharts. Besonders beliebt ist der Name in Hamburg.

## Varianten
Varianten des slawischen Namens lauten:
- Bulgarisch: Роса Rosa
  - Diminutiv: Росица Rosica
- Lettisch: Rasa
- Litauisch: Rasa
- Mazedonisch: Роса Rosa
- Serbisch: Роса Rosa

Für Varianten des lateinischen Namens: siehe Rose (Vorname)#Varianten

## Namenstage
Katholische Namenstage werden an folgenden Tagen gefeiert:
- 6. März – nach der heiligen Rosa von Viterbo
  - auch am 4. September
- 9. August – nach Edith und Rosa Stein
- 23. August – nach der Heiligen Rosa von Lima

Daneben ist auch der 7. Oktober als der Tag des Rosenkranzfestes möglich.

## Namensträgerinnen

### Heilige
- Rosa von Lima (1586–1617), Dominikanerin, Jungfrau, Mystikerin
- Rosa von Viterbo (1233–1252), Jungfrau und Mystikerin, Schutzheilige Viterbos
- Rosa Venerini (1656–1728), Ordensfrau zu Viterbo und Heilige

### Vorname Rosa
- Rosa Rosà (1884–1978), italienische Schriftstellerin und Künstlerin des Futurismus
- Rosa Achenbach, deutsche Landschafts- und Bildnismalerin
- Rosa Aguilar (* 1957), spanische Politikerin (IU), Bürgermeisterin von Córdoba, Umweltministerin
- Rosa Alarco Larrabure (1911–1980), peruanische Musikwissenschaftlerin, Komponistin und Chorleiterin
- Rosa Albach-Retty (1874–1980), österreichische Schauspielerin
- Rosa Anders Causse, kubanische Anwältin und Politikerin
- Rosa Anderson, deutsche Schriftstellerin
- Rosa María Andrés Rodríguez (* 1977), spanische Tennisspielerin
- Rosa Anschütz (1830–1909), österreichische Schauspielerin
- Rosa Apaza (* 1980), bolivianische Langstreckenläuferin
- Rosa Arnsberg (1908–2010), deutsche Förderin des Verständnisses zwischen jüdischen und nichtjüdischen Deutschen
- Rosa Ascaso, spanische Turnerin
- Rosa Aschenbrenner (1885–1967), deutsche Politikerin (USPD, SPD), MdL
- Rosa Maria Assing (1783–1840), deutsche Lyrikerin, Erzählerin, Übersetzerin, Scherenschnittkünstlerin und Erzieherin
- Rosa Axamethy (* 1857), österreichische Schriftstellerin
- Rosa Balistreri (1927–1990), italienische Volkssängerin
- Rosa Barach (1840–1913), österreichische Schriftstellerin
- Rosa Barba (* 1972), italienische Künstlerin
- Rosa Maria Barth (1879–1958), deutsche Graphologin und Schriftstellerin
- Rosa Bartl (1884–1968), deutsche Zauerkünstlerin und -händlerin
- Rosa Bättig (1825–1855), Schweizer Kapuzinerin
- Rosa Bauer (1922–2013), deutsche Sozialarbeiterin, Vorsitzende der Arbeiterwohlfahrt
- Rosa Bavarese († 1755), deutsche Opernsängerin (Sopran) und bayerische kurfürstliche Kammersängerin
- Rosa Eleonore Behrend (1818–1842), deutsche Sängerin
- Rosa Benesch-Hennig (1903–1986), österreichische Malerin
- Rosa Bertens (1861–1934), deutsche Theater- und Filmschauspielerin
- Rosa Bertram (1898–1945), deutsche römisch-katholische Märtyrerin jüdischer Herkunft
- Rosa May Billinghurst (1875–1953), britische Suffragette
- Rosa Blasi (* 1972), US-amerikanische Schauspielerin
- Rosa Bloch (1880–1922), Frauenrechtlerin der Schweizer Arbeiterbewegung
- Rosa Bodenheimer (1876–1938), deutsche Frauenrechtlerin
- Rosa Bonaparte († 1975), osttimoresische Frauenrechtlerin und Unabhängigkeitsaktivistin
- Rosa Bonheur (1822–1899), französische Tiermalerin
- Rosa Book (1907–1995), austroamerikanische Opernsängerin (Sopran)
- Rosa Bordas (1840–1901), Sängerin
- Rosa Bouglione (1910–2018), französische Zirkusartistin
- Rosa Braunschweig (1846–1918), deutsche Theaterschauspielerin und -regisseurin
- Rosa María Bravo (* 1976), spanische Radrennfahrerin
- Rosa María Britton (1936–2019), panamaische Ärztin und Schriftstellerin
- Rosa Buchthal (1874–1958), deutsche Politikerin (DDP) und Frauenrechtlerin
- Rosa Marie Bunt (* 1958), deutsche Schriftstellerin
- Rosa Carmina (* 1929), mexikanische Schauspielerin, Tänzerin und Sängerin kubanischer Herkunft
- Rosa de Carvalho Alvarenga, Kauffrau und Sklavenhändlerin in der portugiesischen Kolonie Guinea
- Rosa Castañeda de Mora, guatemaltekische Sozialaktivistin und Politikerin
- Rosa Cerrato, italienische Schriftstellerin
- Rosa Chacel (1898–1994), spanische Schriftstellerin
- Rosa Chacha (* 1982), ecuadorianische Langstreckenläuferin
- Rosa Chemical (* 1998), italienischer Rapper
- Rosa Cook (* 1998), mexikanische Leichtathletin
- Rosa Crean (* 1942), britische Sportlerin im Behindertensport
- Rosa Csillag (1832–1892), ungarisch-österreichische Opernsängerin (Mezzosopran)
- Rosa Del Conte (1907–2011), italienische Romanistin, Rumänistin und Übersetzerin
- Rosa DeLauro (* 1943), US-amerikanische Politikerin der Demokratischen Partei
- Rosa Dibbern (1830–1895), deutsche Schauspielerin und Theaterdirektorin
- Rosa Díez González (* 1952), spanische Politikerin, MdEP
- Rosa Dimowa (1936–2012), bulgarische Skilangläuferin
- Rosa Donner (* 2003), österreichische Seglerin
- Rosa Umbetowna Dschamanowa (1928–2013), sowjetische bzw. kasachische Sopranistin und Hochschullehrerin
- Rosa Dworschak (1896–1990), österreichische Sozialarbeiterin
- Rosa Freire d’Aguiar (* 1948), brasilianische Journalistin
- Rosa D’Amato (* 1969), italienische Politikerin; MdEP
- Rosa Ecker (* 1969), österreichische Politikerin (FPÖ), Mitglied des Bundesrats
- Rosa Enskat (* 1967), deutsche Schauspielerin
- Rosa Entius (* 2003), niederländische Volleyballspielerin
- Rosa Estaràs Ferragut (* 1965), spanische Politikerin (Partido Popular), MdEP
- Rosa Ethofer (1877–1939), österreichisch-deutsche Opernsängerin (Sopran/Mezzosopran/Alt) und Gesangspädagogin
- Rosa Falkenhagen (* 1993), deutsche Schauspielerin
- Rosa Lobato Faria (1932–2010), portugiesische Autorin und Schauspielerin
- Rosa Feola (* 1986), italienische Opernsängerin (Sopran)
- Rosa Feri-Fliegelmann (1878–1966), österreichische Schulgründerin
- Rosa Fernández (* 1957), kubanische Kugelstoßerin
- Rosa Fitinghoff (1872–1949), schwedische Schriftstellerin
- Rosa Flesch (1826–1906), Gründerin der Waldbreitbacher Franziskanerinnen von der allerseligsten Jungfrau Maria von den Engeln
- Rosa Franzelin-Werth (* 1940), italienische Politikerin (Südtirol)
- Rosa Freudenberger (1872–1944), Holocaust-Opfer
- Rosa Friess (1916–2007), deutsche Ärztin und Malerin
- Rosa Galindo (* 1952), spanische Performance- und Videokünstlerin
- Rosa Garcia (* 1973), osttimoresische Journalistin
- Rosa Genoni (1867–1954), italienische Modeschöpferin, Feministin und Pazifistin
- Rosa von Gerold (1829–1907), österreichische Schriftstellerin und Salondame
- Rosa Gföller (1921–2001), österreichische Politikerin (ÖVP), Mitglied des Bundesrates
- Rosa Gilissen-Vanmarcke (* 1944), flämische Bildhauerin
- Rosa Glaser (1914–2000), niederländische Tänzerin und Holocaust-Überlebende
- Rosa Godoy (* 1982), argentinische Leichtathletin
- Rosa Göttisheim (1875–1950), Schweizer Lehrerin und Frauenrechtlerin
- Rosa Grünbaum (1881–1942), Gründerin und Leiterin des Fröbelseminars in Mannheim
- Rosa Grünstein (* 1948), deutsche Politikerin (SPD), MdL
- Rosa Gutknecht (1885–1959), Zürcher Theologin und Pfarrerin
- Rosa Guttenberg (1878–1959), österreichische Malerin und Restauratorin
- Rosa Guy (1922–2012), US-amerikanische Jugendkrimiautorin
- Rosa Häcki-Feierabend (1922–1996), Schweizer Alpinistin, Politikerin und erste Kantonsrätin des Kantons Obwalden
- Rosa Hagenauer († 1786), italienisch-österreichische Malerin und Wachsmodelleurin
- Rosa Yassin Hassan (* 1974), syrische Schriftstellerin
- Rosa Heinz (1922–2010), österreichische Politikerin (SPÖ), Landtagsabgeordnete, Mitglied des Bundesrates
- Rosa Helfers (1885–1965), deutsche Politikerin (SPD), Mitglied des Preußischen Landtages und des Niedersächsischen Landtages
- Rosa Henderson (1896–1968), amerikanische Jazz- und Bluesmusikerin (Gesang, Songwriting)
- Rosa Herlinda (* 1982), indonesische Hammerwerferin
- Rosa Maria Hille (* 1981), deutsche Malerin, Grafikerin und Textilkünstlerin
- Rosa Hillebrand (1919–2013), deutsche Politikerin (SPD, BdD), MdL
- Rosa Hochmann (1875–1955), Violinistin und Violinlehrerin
- Rosa Hofmann (1919–1943), österreichische KJV-Funktionärin und Widerstandskämpferin
- Rosa Honkonen (* 2000), finnische Schauspielerin
- Rosa Jiménez, spanische Turnerin
- Rosa Jochmann (1901–1994), österreichische Politikerin (SPÖ), Abgeordnete zum Nationalrat, Widerstandskämpferin
- Rosa Mystique Jones (* 1990), nauruische Leichtathletin
- Rosa Jung (1908–1995), deutsch-chinesische Theater- und Filmschauspielerin
- Rosa Kamm (1907–1996), deutsche Politikerin (SPD)
- Rosa Katz (1885–1976), deutsche Pädagogin und Entwicklungspsychologin
- Rosa Katz, jüdische Psychiatrie-Patientin, NS-Opfer
- Rosa Kellner (1910–1984), deutsche Sprinterin
- Rosa Kempf (1874–1948), deutsche Lehrerin, Sozialpolitikerin, Frauenrechtlerin, Pionierin der Wohlfahrtspflege
- Rosa Kerschbaumer-Putjata (1851–1923), russisch-österreichische Augenärztin
- Rosa King (1939–2000), amerikanische Funk- und R&B-Musikerin (Tenorsaxophon, Gesang, Komposition)
- Rosa Klapproth (1899–1975), Mitglied der Schwarzen Reichswehr
- Rosa Grena Kliass (* 1932), brasilianische Landschaftsarchitektin
- Rosa Krebs-Thulin (1926–2025), Schweizer bildende Künstlerin
- Rosa Krüger (1861–1936), deutsche Blumen- und Interieurmalerin
- Rosa Maria Kucharski i Gonzàlez (1929–2006), katalanische klassische Pianistin, Musikpädagogin und Musikwissenschaftlerin
- Rosa Kühn (* 1928), deutsche Malerin
- Rosa Lachenmeier (* 1959), Schweizer Malerin und Fotografin
- Rosa Lanzlott (1834–1923), deutsche Schauspielerin
- Rosa Le Seur (1846–1920), deutsche Theaterschauspielerin und Sängerin (Sopran)
- Rosa León (* 1951), spanische Sängerin und Politikerin
- Rosa Lettner (1903–1980), deutsche Politikerin (KPD/SED), DFD-Funktionärin
- Rosa Liksom (* 1958), finnische Autorin, Künstlerin und Filmemacherin
- Rosa Lindemann (1876–1958), deutsche kommunistische Widerstandskämpferin
- Rosa Lindstedt (* 1988), finnische Eishockeyspielerin
- Rosa Linn, armenische Singer-Songwriterin
- Rosa Lohfeyer (* 1956), österreichische AHS-Lehrerin, Politikerin (SPÖ) und Abgeordnete zum Nationalrat
- Rosa López (* 1981), spanische Popsängerin
- Rosa Louis (1901–1988), Schweizer Arbeiterinnensekretärin
- Rosa Loy (* 1958), deutsche Malerin
- Rosa Luxemburg (1871–1919), Vertreterin der internationalen Arbeiterbewegung
- Rosa Lyon (* 1979), österreichische Journalistin und Fernsehmoderatorin
- Rosa Manus, niederländische Frauenrechtlerin
- Rosa Martínez (* 1955), spanische freie Kuratorin, Kunsthistorikerin und Kunstkritikerin
- Rosa Mas i Mallén (1916–1988), katalanische Violinistin und Komponistin
- Rosa L. Matzkin (* 1959), US-amerikanische Ökonomin
- Rosa Mayreder (1858–1938), österreichische Frauenrechtlerin
- Rosa Mbuamangongo (* 1969), äquatorialguineische Sprinterin
- Rosa Menzer (1886–1942), litauische Antifaschistin und Arbeiterfunktionärin in Dresden
- Rosa Meyer-Leviné (1890–1979), deutsche Autorin und politische Aktivistin
- Rosa Miguélez (* 1953), spanische Politikerin (PSOE), MdEP
- Rosa von Milde (1827–1906), deutsche Opernsängerin (Sopran) und Gesangspädagogin
- Rosa Maria Miró Roig (* 1960), spanische Mathematikerin
- Rosa Molas y Vallvé (1815–1876), spanische Heilige und Ordensgründerin
- Rosa Montero (* 1951), spanische Journalistin und Schriftstellerin
- Rosa Morandi (1782–1824), italienische Opernsängerin (Sopran)
- Rosa Morena (1941–2019), spanische Popsängerin und Schauspielerin
- Rosa Mota (* 1958), portugiesische Langstreckenläuferin
- Rosa Münch (1886–1974), Schweizer Politikerin (SP)
- Rosa Namises (* 1958), namibische Politikerin und Menschenrechtsaktivistin
- Rosa Neuenschwander (1883–1962), Berner Pionierin im Bereich der Berufsberatung und Berufsausbildung
- Rosa Neuwirth (1883–1929), Keramikerin und Bildhauerin
- Rosa Newmarch (1857–1940), englische Musikschriftstellerin
- Rosa Olitzka (1873–1949), deutsche Opernsängerin (Kontra-Alt)
- Rosa Oppenheimer (1887–1943), deutsch-jüdische Kunsthändlerin und Sammlerin
- Rosa von der Osten-Hildebrandt (1850–1911), königlich sächsische Hofschauspielerin
- Rosa von Österreich (1906–1983), österreichische Erzherzogin
- Rosa Otto-Martineck (1836–1928), deutsche Theaterschauspielerin
- Rosa Otunbajewa (* 1950), kirgisische Politikerin
- Rosa Papier (1858–1932), österreichische Opernsängerin und Gesangspädagogin
- Rosa Parks (1913–2005), US-amerikanische Bürgerrechtlerin
- Rosa Passos (* 1952), brasilianische Sängerin und Gitarristin
- Rosa Pavanelli (* 1955), italienische Gewerkschafterin
- Rosa María Payá (* 1989), kubanische Dissidentin und Menschenrechtsaktivistin
- Rosa Maria Paz (* 1973), deutsch-spanische Schauspielerin
- Rosa Petzel (1831–1912), deutsche Malerin und Schriftstellerin
- Rosa Pfäffinger (1866–1949), österreichische Malerin
- Rosa Pflug (1919–2016), russisch-deutsche Lyrikerin, Übersetzerin und Prosa-Schriftstellerin
- Rosa Amelia Plumelle-Uribe (* 1951), französische Autorin
- Rosa Pock (* 1949), österreichische Schriftstellerin
- Rosa Pohjolainen (* 2003), finnische Skirennläuferin
- Rosa Pohnert-Resch (1886–1978), österreichische Gymnasialdirektorin, Germanistin und Autorin
- Rosa Pompanin (* 1984), italienische Curlerin
- Rosa Ponselle (1897–1981), US-amerikanische Opernsängerin (Sopran)
- Rosa Poppe (1867–1940), österreichisch-ungarische Theaterschauspielerin
- Rosa Porten (1884–1972), deutsche Schauspielerin
- Rosa Campbell Praed (1851–1935), australische Schriftstellerin mit englischen Wurzeln
- Rosa von Praunheim (* 1942), deutscher Filmregisseur; Mitbegründer der politischen Schwulenbewegung in Deutschland
- Rosa Raisa (1893–1963), polnisch-amerikanische Opernsängerin (Sopran) und Gesangspädagogin
- Rosa Rakotozafy (* 1977), madagassische Hürdenläuferin
- Rosa Ratsma (* 1996), niederländische Schachspielerin
- Rosa Regàs (1933–2024), spanische Schriftstellerin
- Rosa-Maria Reiter, Laienrichterin am Verfassungsgerichtshof für das Land Baden-Württemberg
- Rosa Reuthner (* 1948), deutsche Althistorikerin
- Rosa Ribas (* 1963), spanische Romanistin und Autorin
- Rosa Matilda Richter (1862–1937), deutsch-englische Zirkusartistin
- Rosa Gumataotao Rios (* 1965), US-amerikanische Regierungsbeamte
- Rosa Dorothea Ritter (1759–1833), Maitresse des Landgrafen und späteren Kurfürsten Wilhelm IX./I. von Hessen-Kassel
- Rosa Rodríguez (* 1986), venezolanische Hammerwerferin
- Rosa Roedelius (* 1975), österreichische bildende Künstlerin
- Rosa von Lima (1586–1617), peruanische Jungfrau, Mystikerin und Dominikaner-Terziarin
- Rosa von Viterbo († 1252), katholische Mystikerin
- Rosa Rück (1897–1969), österreichische Politikerin (SPÖ), Abgeordnete zum Nationalrat, Mitglied des Bundesrates
- Rosa Rusanen (* 1992), finnische Schauspielerin
- Rosa Russo Iervolino (* 1936), italienische Politikerin, Bürgermeisterin von Neapel
- Rosa Sabater i Parera (1929–1983), katalanische Pianistin und Musikpädagogin
- Rosa Salazar (* 1985), kanadisch-US-amerikanische Schauspielerin
- Rosa Galjamowna Salichowa (* 1944), sowjetische Volleyballspielerin
- Rosa Santana (* 1999), dominikanische Kugelstoßerin
- Rosa Maria Sardà (1941–2020), spanische Schauspielerin
- Rosa Sarkissjan (* 1987), ukrainische Theaterregisseurin
- Rosa Schaffer († 1931), österreichische Kosmetikunternehmerin
- Rosa Jegorowna Schanina (1924–1945), sowjetische Scharfschützin im Zweiten Weltkrieg
- Rosa Schapire (1874–1954), deutsche Kunsthistorikerin und -sammlerin
- Rosa Scherer (1866–1926), österreichische Blumen- und Landschaftsmalerin
- Rosa Helene Schimpf (1870–1949), deutsche Fabrikantengattin
- Rosa Schmid-Göringer (1868–1958), österreichische Malerin
- Rosa Schreiber-Freissmuth (1913–1996), österreichische Gerechte unter den Völkern
- Rosa Schweninger (1848–1918), österreichische Malerin
- Rosa Sels (* 1943), belgische Radrennfahrerin
- Rosa Sensat i Vilà (1873–1961), spanische Reformpädagogin und Autorin
- Rosa Serra i Puigvert (* 1944), katalanische Bildhauerin und Malerin
- Rosa Sijben (* 1988), niederländische Performancekünstlerin und Bildhauerin
- Rosa Silberer (1873–1942), österreichische Bildhauerin und Journalistin
- Rosa Smith Eigenmann (1858–1947), US-amerikanische Ichthyologin
- Rosa Spanjaard (1866–1937), niederländische Malerin
- Rosa Speidel (* 1943), deutsche Autorin von Lyrik und Prosa
- Rosa Spier (1891–1967), niederländische Harfenistin
- Rosa Stallbaumer (1897–1942), österreichische Widerstandskämpferin
- Rosa Stein (1883–1942), deutsche Jüdin, Schwester von Edith Stein und Opfer des Holocaust
- Rosa Steinhart (1885–1943), jüdische Kauffrau
- Rosa Streitmann (1857–1937), österreichische Sängerin und Gesangspädagogin
- Rosa Studer-Koch (1907–1991), Schweizer Bildhauerin und Bildende Künstlerin
- Rosa Sucher (1849–1927), deutsche Opernsängerin der Stimmlage Sopran
- Rosa Tahedl (1917–2006), deutsche Schriftstellerin
- Rosa Taikon (1926–2017), schwedisch-romanesische Schauspielerin, Silberschmiedin und Bürgerrechtlerin
- Rosa Wladimirowna Tamarkina (1920–1950), russische Pianistin und Hochschullehrerin
- Rosa Tännler (1879–1946), Schweizer Wirtin und Vorlage für die Abbildung auf dem Goldvreneli
- Rosa Tarlovsky de Roisinblit (* 1919), argentinische Menschenrechtlerin
- Rosa Tenorio (* 1984), ecuadorianische Gewichtheberin
- Rosa Thälmann (1890–1962), deutsche Politikerin, MdV, Ehefrau Ernst Thälmanns
- Rosa Thormeyer (* 1992), deutsche Schauspielerin und Hörspielsprecherin
- Rosa Tran, Film- und Fernsehproduzentin
- Rosa Tschudi (1924–2015), Schweizer Köchin
- Rosa Utschkempirowa (* 1943), kirgisische Ökonomin und Politikberaterin
- Rosa Valetti (1876–1937), deutsche Schauspielerin, Kabarettistin und Chansonnière
- Rosa Venerini (1656–1728), katholische Ordensfrau und Heilige
- Rosa Vercellana (1833–1885), zweite Gemahlin des italienischen Königs Viktor Emanuel II.
- Rosa Vicens Mas (* 2000), spanische Tennisspielerin
- Rosa Wachter (1911–1972), liechtensteinische Fürsorgerin
- Rosa von Waldeck (1898–1982), deutsch-amerikanische Gräfin, Schriftstellerin und Journalistin
- Rosa Walk, österreichische Psychoanalytikerin
- Rosa Warrens (1821–1878), schwedisch-deutsche Dichterin und Übersetzerin von Volksliedern
- Rosa Weber (1919–1967), österreichische Politikerin (SPÖ), Abgeordnete zum Nationalrat
- Rosa Weibel (1875–1953), Schweizer Lyrikerin und Schriftstellerin
- Rosa Weiser (1897–1982), österreichische Architektin
- Rosa Welt-Straus (1856–1938), österreichische Ärztin, Vereinsfunktionärin, Suffragette und Feministin
- Rosa Winkler (1907–1991), deutsche Politikerin (SED, DFD), MdL, Mitglied des Deutschen Volksrates
- Rosa Winter (1923–2005), österreichische KZ-Überlebende
- Rosa Young (1890–1971), US-amerikanische Pädagogin
- Rosa Zafferani (* 1960), san-marinesische Politikerin, Staatsoberhaupt von San Marino
- Rosa Zant, Kinderschauspielerin
- Rosa Zelger Thaler (* 1957), italienische Politikerin
- Rosa Zenoch, Heldenmädchen von Rawaruska